# Casa Serra (Reus)
La Casa Serra, cal Cuadrada o cal Quadrada, de Reus (Baix Camp), és un edifici modernista de Joan Rubió i Bellver protegit com a bé cultural d'interès local, situat al raval de santa Anna núms. 32-34. A nivell local se la coneix com a Cal Serra

## Descripció
L'edifici consta de planta baixa, on originàriament hi havia els laboratoris, i tres pisos. La façana de l'edifici és de composició simètrica. S'ordena per tres eixos verticals. En el central s'hi situa una tribuna i un coronament en forma de frontó esglaonat i en els dos laterals, els accessos als baixos i a les plantes pis, s'aplica el mateix tractament. La façana es troba construïda tota amb pedra, combinant la pedra polida i l'escairada. La façana és dominada per una àmplia tribuna i la línia de finestres de la planta superior, on s'afegeix un cos elevat que recorda un treball de traceria gòtica geometritzada, formant l'esglaonat del perfil superior de l'edifici. El tractament de la façana es basa en el contrast de textures entre els carreus llisos dels emmarcaments de les obertures i els buixardats de la resta. A les finestres i els balcons s'utilitza un ordre de columnes de marbre brunyit i capitells de pedra sense cap decoració. S'accedeix al pis principal a través de l'escala noble, la de servei o el muntacàrregues. Els espais interiors d'aquesta planta s'han conservat en bon estat, tot i que part del mobiliari original va ser substituït per altres peces, algunes provinents de Xalet Serra. Les estances conserven el paviment original. En aquesta planta hi destaca la sala d'estar que correspon a la tribuna central de la façana. Les estances que donen al carrer de la Selva estan ocupades per la part privada de la casa, amb els dormitoris i el saló de bany. Entre el vestíbul i els dormitoris hi trobem el menjador, il·luminat per una gran tribuna que s'obre a un celobert que dona a un pati interior. El menjador conserva el mobiliari i la decoració originals, amb pintures al sostre de Tomàs Bergadà. A la cuina, també conservada amb els murs folrats de ceràmica vidriada decorada amb motius blaus, hi entra la llum per un dels diversos celoberts que travessen verticalment el volum de l'edifici i permeten il·luminar i ventilar les estances interiors.

## Història
El farmacèutic Antoni Serra la va encarregar l'any 1924 amb la finalitat de ser en part residencial i en part per a laboratoris i magatzem. Els Laboratoris Serra s'havien instal·lat anteriorment el 1911 al Xalet Serra, també propietat del farmacèutic i construïts també per Joan Rubió. Cal Serra és una construcció de nova planta d'un edifici entre mitgeres amb façanes al raval de Santa Anna i al carrer de la Selva. El 1929 va morir Antoni Serra i la casa la va heretar la seva cunyada, de la família Cuadrada. El 1938 va ser ocupada per la policia, que la respectà totalment, en trobar-se la família fora de Reus per por als bombardejos. Actualment continua sent en part residencial i en part comercial. Sembla que aquest va ser el primer edifici d'habitatges construït íntegrament amb estructura de formigó armat.